# Clara (Missisipi)
Clara – jednostka osadnicza w Stanach Zjednoczonych, w stanie Missisipi, w hrabstwie Wayne.